# 建水崇文塔
崇文塔（哈尼文：Caoq Weiq Taq，彝文：ꍬꊇꄣ），位于云南省红河州建水县临安镇桂林街玉皇阁内，是一座密檐式佛塔。始建于元代，原名白塔，明代重修，更名为崇文塔，清嘉庆四年（1799年）因暴雨倾圮，道光六年（1826年）重建。崇文塔原为佛教寺院白马寺（又称观音寺）的建筑，与玉皇阁后殿有一墙之隔，后因白马寺倒塌而并入玉皇阁。该塔为十七级方形密檐式实心砖塔，高16.8米，底边长4.2米，须弥座式塔基，每级塔身四面各有龛洞，内有佛像，塔顶饰宝顶和风铃。塔基上镶嵌清代书法家阚祯兆的草书《宁边楼碑记》。1983年3月，公布为第一批建水县文物保护单位。2003年12月18日，“玉皇阁及崇文塔”被公布为第六批云南省文物保护单位。2019年10月7日，公布为第八批全国重点文物保护单位。